# Nationalpark Alutaguse
Der Nationalpark Alutaguse (estn. Alutaguse rahvuspark) wurde am 24. November 2018 zum Schutz der Moor-, Wald- und Küstenlandschaften und des Kulturerbes Ostestlands gegründet.
Die Fläche des Nationalparks beträgt 44.331 Hektar und ist damit mehr als dreimal so groß wie die des Nationalparks Karula. Das Schutzgebiet liegt in den ländlichen Gemeinden Alutaguse, Lüganuse, Jõhvi und Toila und besteht aus mehreren Teilstücken.
Der Nationalpark wurde am 24. November 2018 auf Basis von 11 bestehenden Schutzgebieten gegründet. Die Landschaftsschutzgebiete Puhatu, Agusalu, Muraka, Selisoo, Iisaku, Kurtna, Smolnitsa, Jõuga, Struuga und Mäetaguse sowie der Oberlauf der Narva wurden Teil des Nationalparks. Die Schutzbestimmungen der bestehenden Schutzgebiete galten bis zum Inkrafttreten der Schutzbestimmungen des Nationalparks am 1. Januar 2021.
Der estnische Botaniker und Naturschützer Gustav Vilbaste versuchte bereits in den 1920er-Jahren den Nationalpark Alutaguse zu schaffen. Steinadler, Schneehühner und andere Arten bewohnen den Nationalpark. Ein Besucherzentrum mit einer Ausstellung befindet sich im Nationalparkzentrum im Ort Iisaku, ein kleineres Naturzentrum im Ort Kauksi.